# Wilamówko (Sorkwity)
Wilamówko ist ein Ort in der polnischen Woiwodschaft Ermland-Masuren. Er gehört zu Maradki (deutsch Maradtken) innerhalb der Landgemeinde Sorkwity (Sorquitten) im Powiat Mrągowski (Kreis Sensburg).
Wilamówko liegt nordöstlich des Pierwoy-Sees (polnisch Jezioro Pierwój) inmitten der Woiwodschaft Ermland-Masuren, elf Kilometer südwestlich der Kreisstadt Mrągowo (deutsch Sensburg).
Über die Historie des kleinen Ortes gibt es keine Belege, ebenso wenig einen Hinweis auf einen evtl. deutschen Namen in der Zeit vor 1945.
Wilamówko ist eine Ortschaft im Verbund der Landgemeinde Sorkwity und gehört zum Dorf Maradki (Maradtken), in dessen Schulzenamt (polnisch Sołectwo) es neben Głodowo (Glodowen, 1938 bis 1945 Hermannsruh) und Maradzki Chojniak (Maradtkenwalde) eingeschlossen ist, bis 1998 der Woiwodschaft Olsztyn, seither der Woiwodschaft Ermland-Masuren zugehörig.
Kirchlich gehört Wilamówko zu Sorkwity, sowohl zur evangelischen Pfarrei – der Diözese Masuren der Evangelisch-Augsburgischen Kirche in Polen zugeordnet – als auch zur dortigen katholischen Pfarrei – im Erzbistum Ermland innerhalb der polnischen katholischen Kirche.
Wilamówko ist von Maradki aus über einen Landweg zu erreichen. Ein Bahnanschluss existiert nicht.